# Roman Horvat
Roman Horvat, né le 21 novembre 1971, à Ljubljana, en République socialiste de Slovénie, est un ancien joueur de basket-ball slovène. Il évolue au poste d'ailier. 

## Palmarès
- Coupe de Slovénie 1992, 1993, 1994, 1995, 1997
- Coupe d'Europe 1994